# Buffalo Savings Bank
El Buffalo Savings Bank es un edificio de sucursal bancaria de estilo neoclásico y Beaux-Arts ubicado en 1 Fountain Plaza en el centro de la ciudad de Búfalo, en el estado de Nueva York.

## Historia
Se inauguró en mayo de 1901. Su característica distintiva es la cúpula con pan de oro, de 7 metros de alto y 14 de diámetro. Está cubierto con 13.500 baldosas de terracota. Originalmente estas estaban recubiertas de cobre, que adquirió un tono verdoso. Los azulejos se han dorado tres veces. La última restauración requirió 140.000 hojas delgadas como papel de pan de oro de 23,75 quilates a un costo de 500.000 dólares (más que el costo inicial del edificio).
Contiene un reloj de 2,7 m en la entrada principal con columnas. En 1982, el edificio del banco original recibió una adición vinculada más grande en el lado norte llamado M & T Center (que no debe confundirse con One M&T Plaza). En 1991, la empresa Buffalo Savings Bank se declaró insolvente y se disolvió. El edificio actualmente sirve como una sucursal de M&T Bank y ha sido designado como un lugar emblemático de la ciudad de Buffalo.
El Key Center North Tower y el Key Center South Tower están al otro lado de Main Street del edificio. La Electric Tower está al sureste.
En 2010, el banco se utilizó en el rodaje de Henry's Crime, una película en la que roban el banco.

## Galería

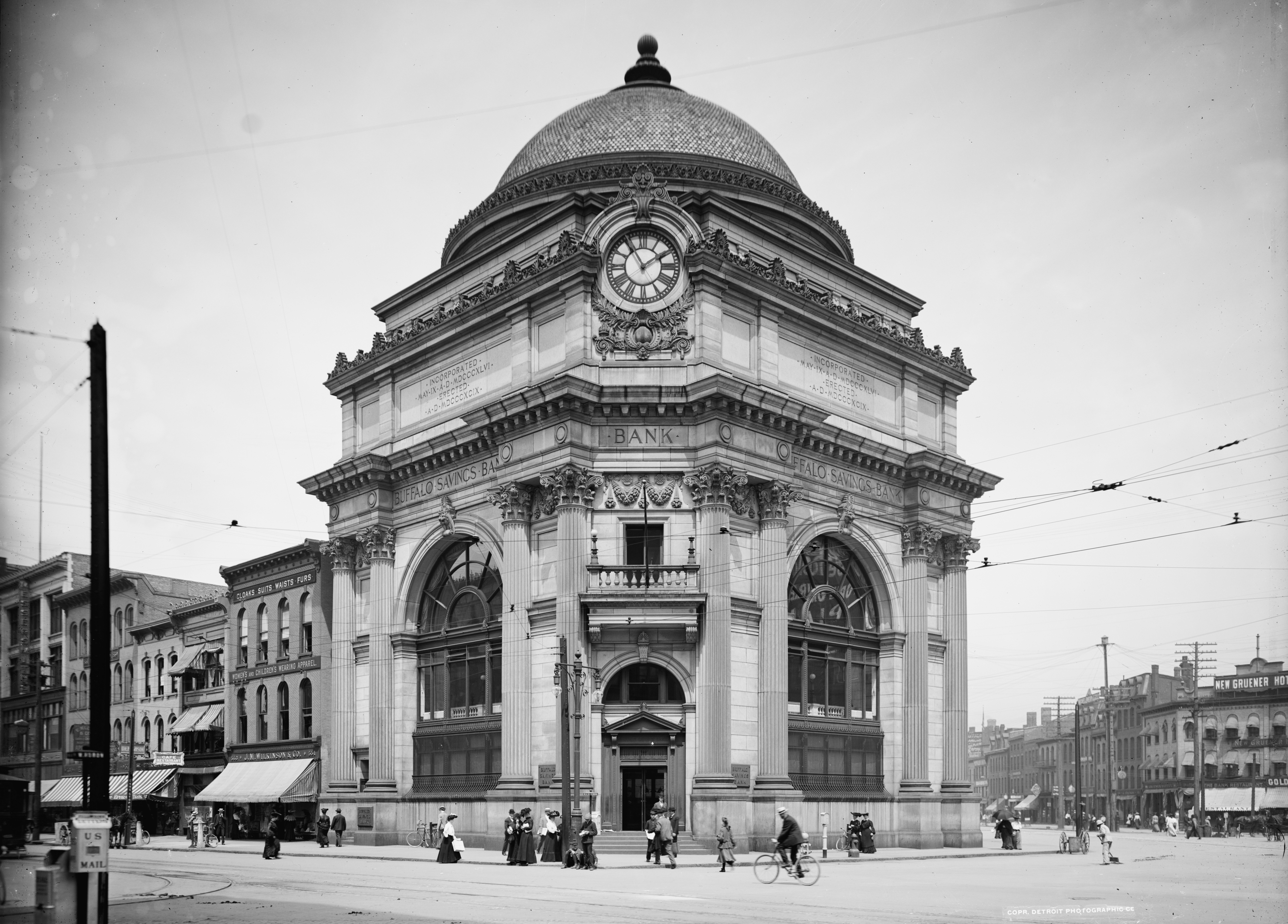
El Buffalo Savings Bank en 1904. La Electric Tower aún no había sido construida.
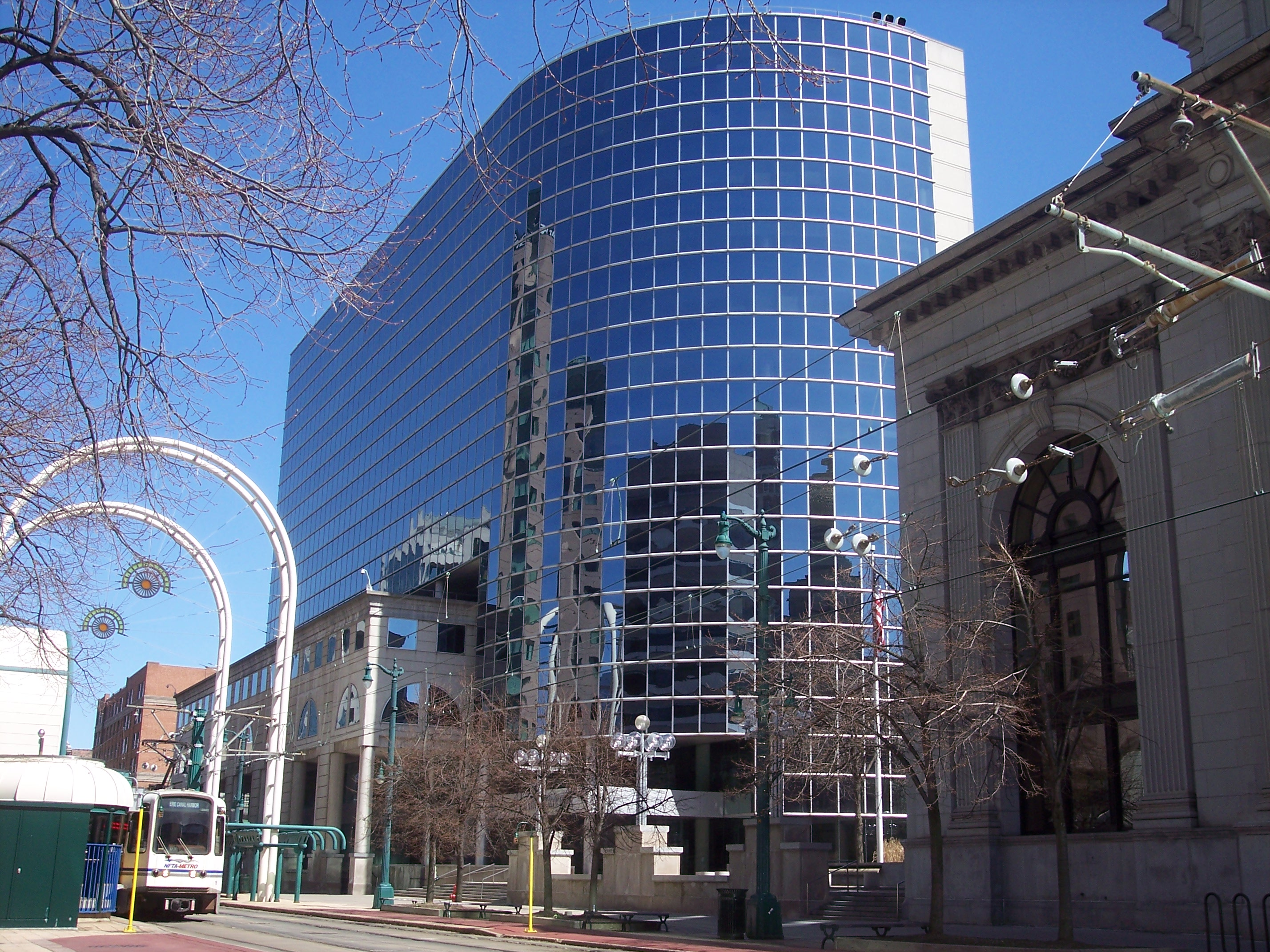
Vista lateral con el M&T Center.
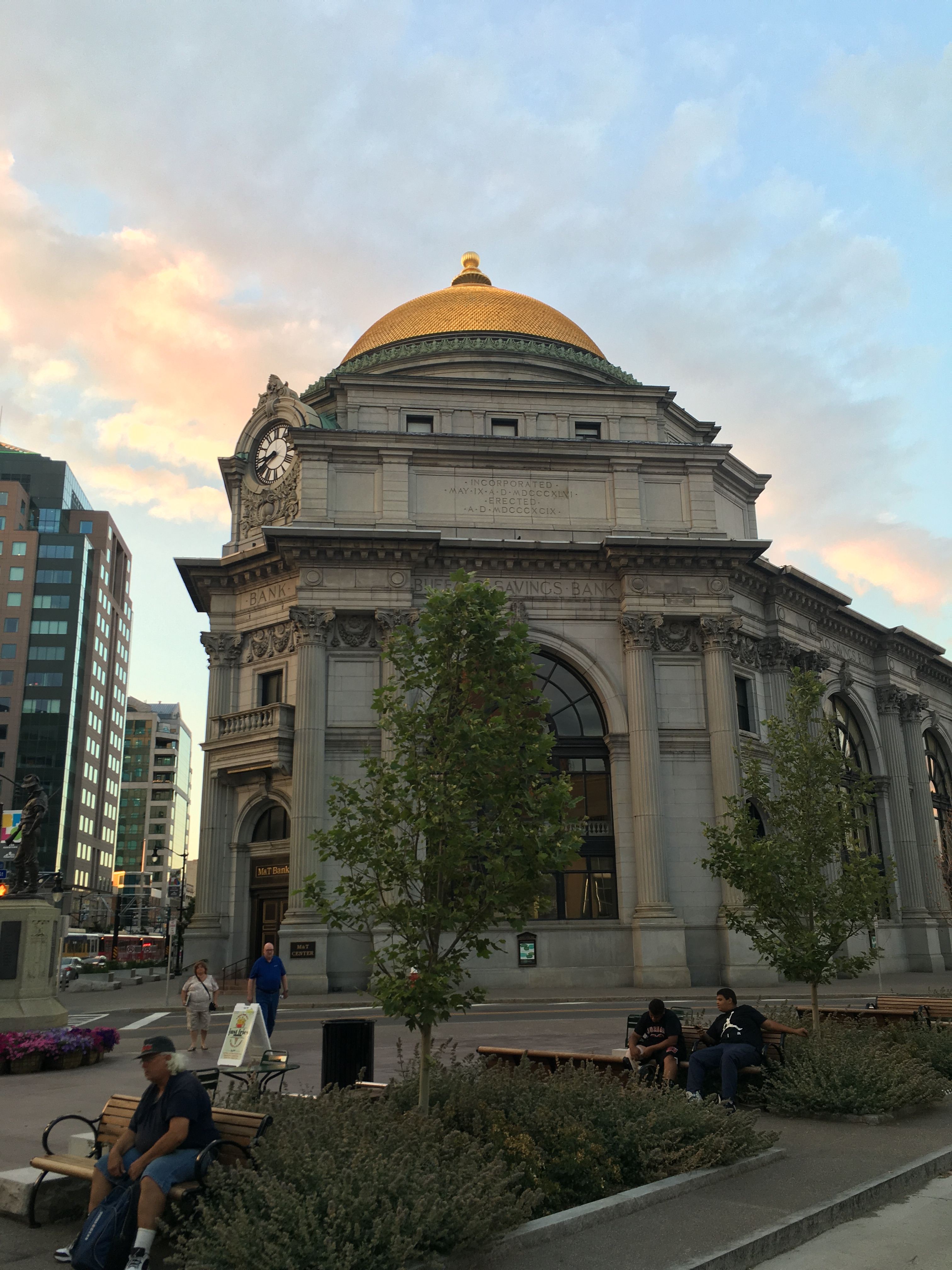
El Buffalo Savings Bank en 2016.